# Anton Sailer (Schriftsteller)
Anton Sailer (* 14. Februar 1903 in München; † 1987 ebenda) war ein deutscher Schriftsteller, Journalist, Maler, Grafiker und Werbefachmann.

## Leben
Anton Sailer, Sohn des Schriftstellers Joseph Benno Sailer, studierte zunächst an der Münchner Kunstgewerbeschule. Zu seinen Professoren zählten hier Robert Engels (1866–1926) und Willi Geiger (1878–1971). Er wechselte aber schließlich an die Akademie der Bildenden Künste in München, wo er in die Zeichenklasse von Franz Klemmer (1879–1964) kam. Ab dem Jahre 1926 setzte er sein Studium an der Académie de la Grande Chaumière in Paris fort und war anschließend als freischaffender Maler tätig.
Im Jahre 1935 kehrte er nach Deutschland zurück, um hier ab 1936 als Redakteur im Berliner Ullsteinhaus literarisch zu arbeiten. Nach dem Ende des Zweiten Weltkrieges ging er im Jahre 1947 nach München zurück, wo er wieder als Kunstschaffender wirkte.
Anton Sailer war Mitglied der Münchner Künstlergenossenschaft und wirkte viele Jahre in der Ausstellungsleitung im Haus der Kunst in der Münchener Prinzregentenstraße. Er war auch Mitarbeiter bei verschiedenen Zeitschriften, wie dem Simplicissimus. Bei der Zeitschrift Graphik war er Hauptschriftleiter. Von 1962 bis 1973 wirkte er außerdem als freier Mitarbeiter bei der Süddeutschen Zeitung.

## Ehrungen (Auswahl)
- 1965 Tukan-Preis der Stadt München
- 1968 Medaille München leuchtet[1]
- 1968 Schwabinger Kunstpreis für Literatur[3]
- 1968 Bundesverdienstkreuz am Bande[1]
- 1973 Bayerischer Verdienstorden[1]
- 1977 Ernst-Hoferichter-Preis

## Werke (Auswahl)

### Malerei
Anton Sailer war mit seinen Werken ständig an der „Großen Münchner Kunstausstellung“ im Haus der Kunst beteiligt. Außerdem stellte er diese in mehreren Einzelausstellungen aus.
- „Lilienstraße“, Öl auf Leinwand (Ausgestellt in der „Großen Kunstausstellung München 1966“ im Haus der Kunst mit der Ausstellungsnummer 222.)[1]
- „Mitternachts-Visier“, Tempera auf Karton, 1968 (II. Preis im Plakatwettbewerb der Stadt München 1968)[1]
- „Rue Tholozé“, Öl auf Karton, 1969[1]
- „Nackte in Münchner Fußgängerzone“, Öl auf Leinwand, 1972[1]
- „Kunststadt München“, Öl auf Leinwand, 1973[1]
- „Grüner Wagen – roter Wagen“, Öl auf Karton, 1978[1]
- „Clown“, Öl auf Leinwand[1]

### Schriften
- Tier Abc. Gedichte. 1938.
- Münchner Spectaculum – Kuriose Zeiten, Menschen und Begebenheiten. 1955.
- Laternenbilder aus China. Essays. 1955.
- als Mitautor: Wie malt man abstrakt? Eine leichtfassliche Anleitung. 1958.
- Leibl – Ein Maler- und Jägerleben. Nach Tatsachen frei erzählt. 1959.
- Menschen und andere Leute. Satiren. 1959.
- Bayerns Märchenkönig. Das Leben Ludwigs II. in Bildern. 1961.
- Hundertfünfzig Jahre Berlinische Feuer-Versicherungs-Anstalt: 1812–1962. 1962.
- Biographie. 1964.
- Das Plakat: Geschichte, Stil und gezielter Einsatz eines unentbehrlichen Werbemittels. Essays. 1965.
- Passion 64. Essays. 1965.
- als Mitautor: Gott hat mich benachteiligt. Genie und Missgestalt in 11 historischen Porträts. 1967
- Das private Kunstkabinett: Klassik und Moderne. Kontraste und Vergleiche. 1967.
- Franz von Stuck: Ein Lebensmärchen. 1969.
- Die Karikatur: Ihre Geschichte, ihre Stilformen und ihr Einsatz in der Werbung. 1968.
- Dieses München: Bilder und Geschichten. 1972.
- Leibl: Maler, Jäger, Herkules. 1975.
- Münchner Aufzeichnungen: Tatsachen und Gerüchte. 1976.
- Seewald: 1889–1976. Monographie. 1977.
- Büchernarren an Bücherkarren. In: Börsenblatt für den deutschen Buchhandel. Band. 35, 1979.
- Hermann Böcker: Meister des Aquarells. 1981.
- Dieses München: Bilder und Geschichten. 1983.
- Anton Sailer. 1985.